# Timorodes
Timorodes is een geslacht van vlinders van de familie visstaartjes (Nolidae), uit de onderfamilie Chloephorinae.

## Soorten
- T. blepharias Meyrick, 1902